# Лебедев, Платон Леонидович
Плато́н Леони́дович Ле́бедев (род. 29 ноября 1956, Москва) — российский бизнесмен, соучредитель банка «MENATEP», бывший председатель совета директоров Group MENATEP. Отбыл 10,5 лет заключения в колонии общего режима по обвинению в хищениях, неуплате налогов, легализации похищенных средств (июль 2003 — январь 2014). По определению международной правозащитной организации Amnesty International был признан узником совести.
23 января 2014 года Президиум Верховного суда РФ сократил наказание Лебедеву до отбытого и постановил немедленно освободить его с правом частичной реабилитации. 24 января 2014 года освобождён из колонии.
После освобождения объявил о намерении возобновить предпринимательскую деятельность.

## Биография
Платон Лебедев окончил Московский институт народного хозяйства им. Плеханова в 1981 году, после окончания до 1989 года работал в объединении «Зарубежгеология». 
С 1991 по 1995 годы — президент банка «MENATEP». С 1996 года — в правлении нефтяной компании «ЮКОС».

### Уголовное преследование
2 июля 2003 года был задержан, 31 мая 2005 года осуждён по одному делу с М. Б. Ходорковским, был приговорён к девяти годам лишения свободы с отбыванием наказания в колонии общего режима (позднее Мосгорсуд сократил указанный срок на один год) и этапирован в колонию в посёлке Харп (ЯНАО). Между тем, согласно статье 73 Уголовно-исполнительного кодекса РФ, осуждённые к лишению свободы отбывают наказание в исправительных учреждениях в пределах территории субъекта Российской Федерации, в котором они проживали или были осуждены. Глава Федеральной службы исполнения наказаний Юрий Калинин объяснил направление Ходорковского и Лебедева в отдалённые колонии отсутствием мест в расположенных рядом с Москвой колониях и необходимостью обеспечения безопасности Ходорковского и Лебедева. Адвокаты Лебедева сначала направили жалобы на незаконность этапирования их подзащитного в колонию в Ямало-Ненецком автономном округе в Генпрокуратуру РФ и Федеральную службу исполнения наказаний, а затем обжаловали это этапирование в суде, указав, в том числе, что при отправлении Лебедева на Крайний Север не было учтено, что он болен гепатитом. Но суд в удовлетворении этой жалобы отказал.
В декабре 2006 года Лебедев вместе с Ходорковским были переведены в читинский СИЗО.
В феврале 2009 года Лебедев, а также Ходорковский, были этапированы в Москву. 3 марта Хамовнический районный суд города Москвы начал предварительные слушания по новому уголовному делу: Ходорковскому и Лебедеву были предъявлены обвинения в том, что в составе организованной группы с основными акционерами ОАО НК ЮКОС и другими лицами в период до 12 июня 1998 года они похитили акции дочерних обществ ОАО «Восточная нефтяная компания» на сумму 3,6 млрд руб, в 1998—2000 были легализованы похищенные на эту же сумму акции дочерних обществ ОАО «Восточная нефтяная компания», а также в 1998—2003 они совершили хищение путём присвоения нефти ОАО «Самаранефтегаз», ОАО «Юганскнефтегаз» и ОАО «Томскнефть» на сумму более 892,4 млрд руб и легализацию части этих средств в 1998—2004 в размере 487,4 млрд руб и 7,5 млрд долларов.
23 декабря 2009 года Президиум Верховного суда РФ, в связи с постановлением Европейского суда по правам человека, признал незаконным и отменил арест Лебедева в рамках первого уголовного дела против него и Михаила Ходорковского; суд постановил возобновить производство по уголовному делу в отношении Лебедева.
Интересы Платона Лебедева в суде представляют, в частности, адвокаты Константин Ривкин и Елена Липцер, дочь известного правозащитника Льва Пономарёва.
30 декабря 2010 года судья Хамовнического суда Виктор Данилкин признал Ходорковского и Лебедева виновными по статьям УК РФ 160 и 174 часть 1 и приговорил каждого из них к 14 годам лишения свободы с зачётом ранее отбытого срока.
Кассационным определением судебной коллегии по уголовным делам Московского городского суда от 24 мая 2011 года приговор Хамовнического районного суда в отношении Ходорковского и Лебедева был изменён и наказание им было снижено до 13 лет лишения свободы каждому.
27 мая 2011 года Ходорковский и Лебедев подали в Преображенский районный суд Москвы ходатайства об условно-досрочном освобождении так как вменённые им статьи предусматривают такую возможность после отбытия половины срока лишения свободы, а из назначенных 13 лет они отбыли более семи с половиной.
В июне 2011 года Лебедев был этапирован в исправительную колонию № 14 под городом Вельск в Архангельской области.
27 июля 2011 года судья Вельского районного суда Николай Распопов отказал Платону Лебедеву в условно-досрочном освобождении. 16 сентября 2011 года Архангельский областной суд отказал в удовлетворении кассационной жалобы защиты Лебедева. 28 апреля 2012 года прокуратура Архангельской области отклонила обращение защитников Лебедева о пересмотре отказа в условно-досрочном освобождении.
8 августа 2012 Вельский райсуд частично удовлетворил ходатайство адвокатов Лебедева и постановил сократить ему срок наказания на 3 года 4 месяца. По этому решению Лебедев должен выйти на свободу 2 марта 2013 года.
Защита Лебедева обжаловала решение Вельского суда, требуя сокращения срока наказания до уже отбытого и немедленного освобождения клиента. Прокуратура Архангельской области также не согласилась с решением Вельского суда и подала кассационную жалобу, считая сокращение наказания более чем на три года чрезмерным.
21 сентября 2012 Архангельский областной суд отменил решение о снижении срока наказания Лебедеву и направил дело на новое рассмотрение в Вельский суд.
6 ноября 2012 года Вельский райсуд снизил срок наказания до 10 лет; в этом случае Лебедев должен был выйти на свободу в июле 2013 года. Обе стороны обжаловали это решение в Архангельском областном суде.
14 ноября 2012 в Конституционный Суд РФ поступило обращение адвокатов Лебедева о проверке действий Генпрокуратуры РФ.
20 декабря 2012 г. президиум Мосгорсуда, рассмотрев дело в надзорном порядке, снизил срок заключения Ходорковскому и Лебедеву с 13 до 11 лет. Это мотивировано переквалификацией обвинения в связи с либерализацией УК РФ. Кроме того президиум Мосгорсуда исключил из обвинения указание о легализации денежных средств на сумму более 2 миллиардов рублей, посчитав её излишне вменённой. Также за истечением срока давности суд прекратил уголовное преследование по одному из эпизодов неуплаты налогов. Согласно новому постановлению, Лебедев должен быть освобождён 2 июля 2014 года, Ходорковский должен был быть освобождён 25 октября 2014 года (последний вышел на свободу 20 декабря 2013 года).
20 марта 2013 года суд в Архангельской области отказал Лебедеву в УДО.
Российская оппозиция и «Союз солидарности с политзаключёнными» считает Платона Лебедева политзаключённым.
29 ноября 2013 года, когда Лебедеву исполнилось 57 лет, поздравления ему направили, в частности, известные деятели культуры Стас Намин, Григорий Чхартишвили (Борис Акунин), Эльдар Рязанов, Людмила Улицкая, Лия Ахеджакова, а также правозащитники.
23 января 2014 года Президиум Верховного суда РФ в рамках надзорного производства признал законным приговор Мещанского суда Москвы в части взыскания более 17 млрд рублей с Ходорковского и Лебедева по первому делу ЮКОСа.
23 января 2014 года Президиум Верховного суда РФ сократил наказание Лебедеву до отбытого и постановил освободить его с правом частичной реабилитации. 24 января 2014 года он был освобождён из колонии № 14 в деревне Горка Муравьёвская (Вельский район Архангельской области).

## Семья
Жена — Мария Чеплагина.
Платон Лебедев имеет четверых детей и троих внуков 
- Две дочери — младшей Даше в 2011 году было 8 лет (когда отца арестовали, ей было две недели[36]), старшая Маша на год старше[37], в 2011 году училась в 4-м классе[38].
  - Внучка Платона Лебедева Диана погибла 24 ноября 2016 года в автокатастрофе в Швейцарии, на озере Лугано[39].

Брат — Виктор — брат-близнец (Платон старше на 23 минуты), владелец ЗАО «Международная компания связи».